# Потес Велико Поље (археолошко налазиште)
Потес Велико Поље је археолошки локалитет који се налази у месту Јерли Садовина, општина Витина. Датује се између 900. и 500. п. н. е. На налазишту је откривен тумул. Приликом пољоприведних радова ископано је камење.